# Audrey Young
Audrey Young (* 30. Oktober 1922 in Los Angeles, Kalifornien; † 1. Juni 2012 ebenda) war eine US-amerikanische Schauspielerin und Sängerin.

## Leben
Audrey Young wurde in Los Angeles geboren; ihr Vater arbeitete in der Filmindustrie als Kulissenbauer und Bühnenarbeiter.
Youngs Filmkarriere begann in den 1940er Jahren als Starlet und Vertragsschauspielerin bei der Filmproduktionsfirma Paramount Pictures. Sie spielte dort fast ausschließlich kleine Rollen. Meistens bestanden diese nur aus einer Szene; ihr Name wurde häufig nicht einmal im Abspann genannt. Sie hatte 1944 eine kleine Rolle als Garderobiere in dem Spielfilm Das verlorene Wochenende, mit Ray Milland in der Hauptrolle. Ihre Szene wurde später aus dem Film herausgeschnitten; zu sehen blieb jedoch ihre Hand, mit der sie Milland seinen Hut reicht. Bei den Dreharbeiten zu dem Film Das verlorene Wochenende lernte sie den Regisseur des Films Billy Wilder kennen, den sie 1949 heiratete.
Ihr Filmdebüt gab Young 1944 als Büroangestellte in dem Film-Musical Die Träume einer Frau, mit Ginger Rogers und Ray Milland. Zwischen 1944 und 1949 spielte Young in über zwanzig Filmen mit, meistens untergeordnete Rollen als Mädchen, Eingeborene, Chor-Girl, Telefonistin, Empfangsdame und Mordopfer. Häufig wurde sie dabei als Sängerin eingesetzt, als Solo-Sängerin oder als Mitglied einer Gesangstruppe. Gesangsauftritte hatte sie unter anderem in den Filmen Out Of This World (1945), Blues Skies (mit Bing Crosby in der Hauptrolle) und Easy Living (1949). Größere Filmrollen als Schauspielerin übernahm sie in den Filmen George White’s Scandals (1945), College Queen (1946) und Danger Street (1947). 
Als Sängerin trat Young in den 1940er Jahren gemeinsam mit Tommy Dorsey und seiner Band auf.  
Nach ihrer Heirat mit Billy Wilder übernahm Young nur noch eine weitere Filmrolle in dem Filmmusical Tyrannische Liebe (1955) mit Doris Day und James Cagney in den Hauptrollen. Einen Cameo-Auftritt hatte sie, neben Gary Cooper, in der von Billy Wilder inszenierten Filmkomödie Ariane – Liebe am Nachmittag (1957). Young arbeitete später als Kostümberaterin bei den Billy Wilder-Filmen Manche mögen’s heiß (1959) und Das Appartement (1960).
Verheiratet war Young von 1949 bis 2002 mit Billy Wilder; sie lebten lange in Westwood. Aus der Ehe gingen keine Kinder hervor. 
Nach Wilders Tod im Jahre 2002 stiftete Young insgesamt 5 Millionen Dollar zum Aufbau des Billy Wilder Theatre, zur Erinnerung an ihren Mann, im zur University of California (UCLA) gehörenden Hammer-Museum in Westwood.

## Filmografie (Auswahl)
- 1944: Up in Arms
- 1944: Die Träume einer Frau (Lady in the Dark)
- 1945: Out of This World
- 1945: George White’s Scandals
- 1945: Follow That Woman
- 1946: College Queen
- 1946: Mit Pinsel und Degen (Monsieur Beaucaire)
- 1946: Blau ist der Himmel (Blue Skies)
- 1947: Danger Street
- 1947: Lied des Orients (Song of Scheherazade)
- 1947: Die Wildwest-Witwe (The Wistful Widow of Wagon Gap)
- 1949: Schicksal in Wien (The Red Danube)
- 1949: Easy Living
- 1955: Tyrannische Liebe (Love Me or Leave Me)
- 1957: Ariane – Liebe am Nachmittag (Love in the Afternoon)